# 祝嶺正献

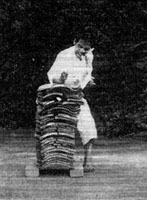
祝嶺正献

初代・祝嶺 正献（しゅくみね せいけん、1925年 - 2001年11月26日）は、沖縄県出身の空手家。玄制流空手道創始者。躰道創始者。初代・日本武藝躰道宗家、最高師範。本名、祝嶺 春範（しゅくみね はるのり）。
「祝嶺正献」の名は襲名されており現在三代目であるが、ここでは初代・祝嶺正献について解説する。かつては祝嶺制献と号す。

## 経歴
- 1925年（大正14年）、沖縄県名護市生まれ
- 1933年（昭和8年）、佐渡山安恒に初めて空手を学ぶ
- 1937年（昭和12年）、岸本祖孝に師事
- 1953年（昭和28年）、玄制流空手道を創始
- 1956年（昭和31年）、埼玉大学空手道演武会において、一番弟子とされ後に躰道本院最高会議議長も務める谷口興一に出会う
- 1964年（昭和32年）、「新空手道教範」上梓
- 1965年（昭和40年）、躰道を集大成し、1月23日に発表。同時に日本躰道協会、躰道本院を設立。日本躰道協会会長、日本躰道本院宗家・最高師範に就任する
- 1983年（昭和58年）、世界躰道連盟設立、同連盟総監就任
- 2001年（平成13年）11月26日、静岡県伊東市の躰道本院「岳雲荘」にて没す。享年76。

## 伝説
祝嶺正献には数々の人間離れした伝説の事実がある。
- 瓦34枚割

テレビの生放送で試割りの実演を依頼されていた祝嶺は、瓦の枚数を何枚にするか制作サイドから相談され、「何枚でも良い」と答えた。「34枚ありますが全部ですか」と念を押された上で重ねて承諾。リハーサルなし、生放送のテレビカメラの前で、34枚積み上げた瓦（祝嶺の腰を越える高さ）を、左半身猫足立ち帆立構えからの右手刀一撃で全て割った。しかも祝嶺が直接打撃した瓦は、頂上の一枚目だけであった。
- 空中六段蹴り
- ランニング中人越えバック宙
- 片手親指側転

## その他
「最高師範」の肩書は初代・祝嶺正献にのみ用いられる。

## 書籍
- 『新空手道教範』 祝嶺制献（日本文芸社 1964年）
- 『躰道概論』（現代書林 1988年）

## 参照
1. ↑  「空手鍛錬三ヶ月」（昭和55年・日本文芸社）